# 比爾卡舒瓦曼

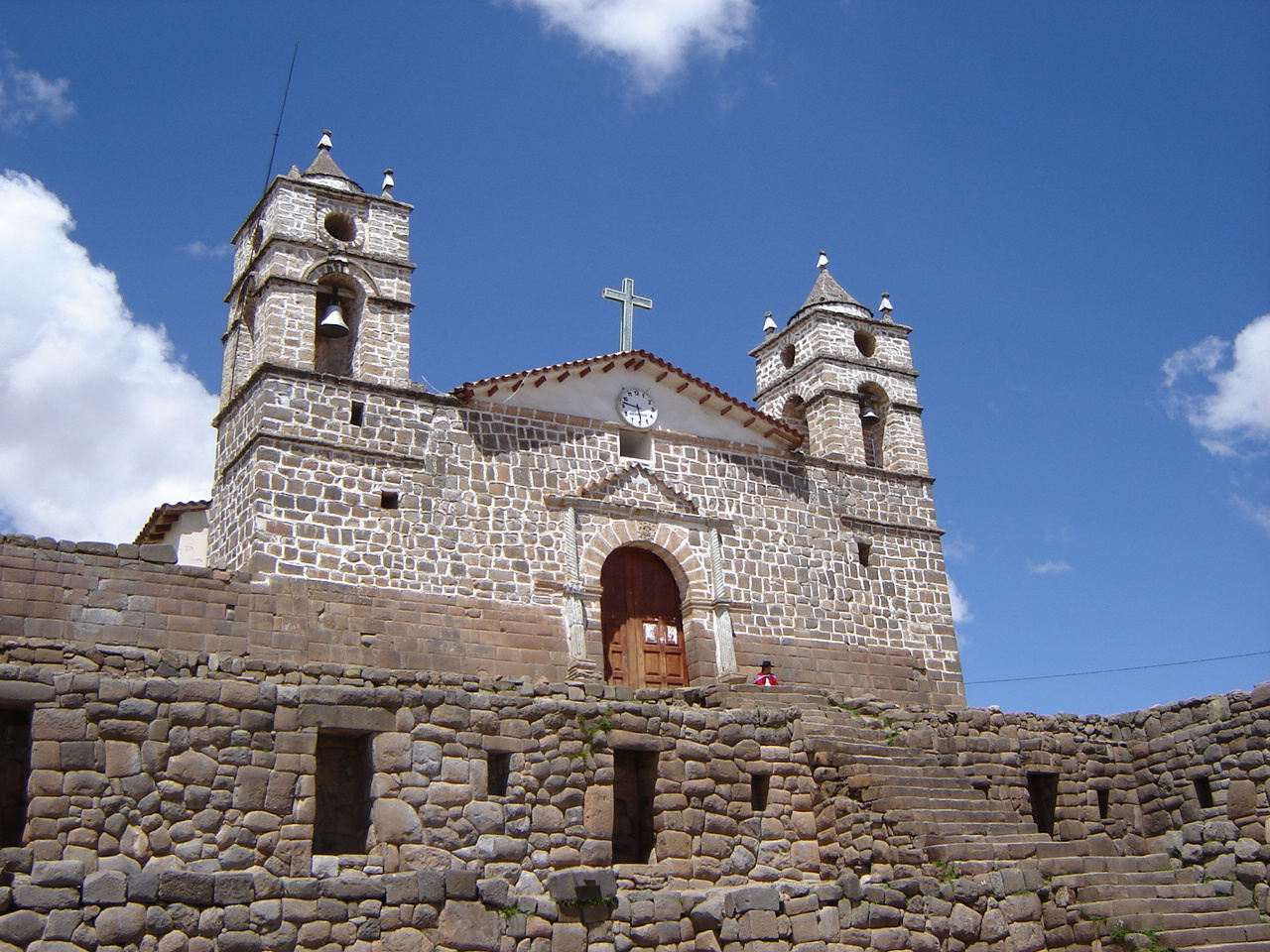

比爾卡舒瓦曼（西班牙語：Vilcashuamán），是秘魯的城鎮，位於該國中南部阿亞庫喬大區，處於考古遺址，是比爾卡斯瓦曼省的首府，處於安第斯山脈東坡，海拔高度3,490米。